# Château de Beaumont-sur-Oise
Pour les articles homonymes, voir Château de Beaumont.
Le château de Beaumont-sur-Oise est un ancien château fort, de nos jours ruiné, dont les vestiges se dressent sur la commune française de Beaumont-sur-Oise dans le département du Val-d'Oise, en région Île-de-France.
Le site archéologique du château fait l'objet d'un classement aux monuments historiques.

## Localisation
Le château est bâti sur un coin de plateau boisé surplombant en rive gauche l'Oise, sur la commune de Beaumont-sur-Oise, dans le département français du Val-d'Oise. Il fut construit sur le plateau, creusé au nord par un vallon sec, dans l'enfilade d'un pont dont l'origine doit être fort ancienne, franchissant la rivière, entre Creil et Pontoise, sur la route de Paris à Beauvais.

## Historique
Cet ancien château était un des plus importants de la vallée de l'Oise. Mentionné pour la première fois en 953 par Yves « l'ancien » au Pecq, c'est alors un château en bois construit sur motte vers le IIIe siècle[réf. nécessaire]. Sur cet éperon rocheux, il contrôle le passage de l'Oise vers Paris.
Il possédait un donjon roman rectangulaire à contreforts plats de vingt-cinq mètres de haut et cinq de large. Le donjon, en pierre, fut probablement érigé, au XIIe siècle, par le comte Mathieu (1080-1155) en remplacement d'une précédente structure en bois de type castrum. Il constituait, avec la chapelle castrale disparue, la place principale des puissants comtes de Beaumont. Au XIIIe siècle, il fut entouré du côté du plateau par une enceinte flanquée de tours cylindriques, l'isolant de la ville qui s'organisa et se structura autour du château.
Il y avait une chapelle absidiale et une église du XIIe siècle sous le prieuré Saint-Léonor, détruite sous la Révolution, et une collégiale carolingienne qui subsiste.
En 1223, le comte étant mort sans postérité, le comté rejoint l'apanage des rois de France et Saint Louis devient alors comte de Beaumont et réside au château.
La forteresse est de nombreuses fois détruite puis reconstruite entre le Xe et le XVIIe siècle. Durant la Grande Jacquerie, les révoltés détruisent une partie des fortifications. Celles-ci sont reconstruite en 1403.
Pendant la guerre de Cent Ans, la milice parisienne s'installe dans le château situé alors aux marches du Pays de France. Les Anglais assiègent puis occupent la ville et le château de 1420 à 1435. En 1432, celui-ci est démoli sur l'ordre du duc de Bedford. En 1434, La Hire le reconstruit mais il sera très vite redémoli par John Talbot.
En mai 1590-juin 1590, pendant le siège de Paris lors des guerres de Religion, le château et le village sont assiégés par les huguenots. Après un mois de résistance environ, Jean de Poutrincourt, défenseur du château, est contraint de se rendre. Durant ce siège, l'artillerie cause des dégâts importants aux tours de la forteresse assiégée par Henri IV.
En 1814, en mauvais état, le château cesse d'être une place militaire.

## Description
Son site en fait un lieu de défense stratégique grâce à son point de vue dominant sur l'Oise 20 mètres en dessous.
Le mur d'enceinte mesurait 200 mètres de long sur 2,40 m d'épaisseur et sur dix à quinze de hauteur.
Sa structure forme une moitié de polygone régulier de quatorze côtés avec sept tourelles rondes.
Son entrée était composée d'un pont-levis et d'une porte voûtée.
Son donjon habitable de trois étages abritait les appartements du seigneur.

## Chronologie
- 953 : première  mention du château par Yves « l'ancien » au Pecq.
- août 1346 : incendie à la suite de la première bataille de la guerre de Cent Ans.
- septembre 1411 : la milice de Paris s'installe au château.
- 1416 à 1420 : de nombreux assauts sont lancés contre le château.
- 1432 : démolition du château sur l'ordre du duc de Bedford.
- 1434 : La Hire le reconstruit mais il sera très vite redémoli par John Talbot.
- 1590 : le château est assiégé par Henri IV.
- 1814 : le château cesse d'être une place militaire.

## Protection
Le site archéologique du château est classé aux monuments historiques par arrêté du 21 juin 1999.

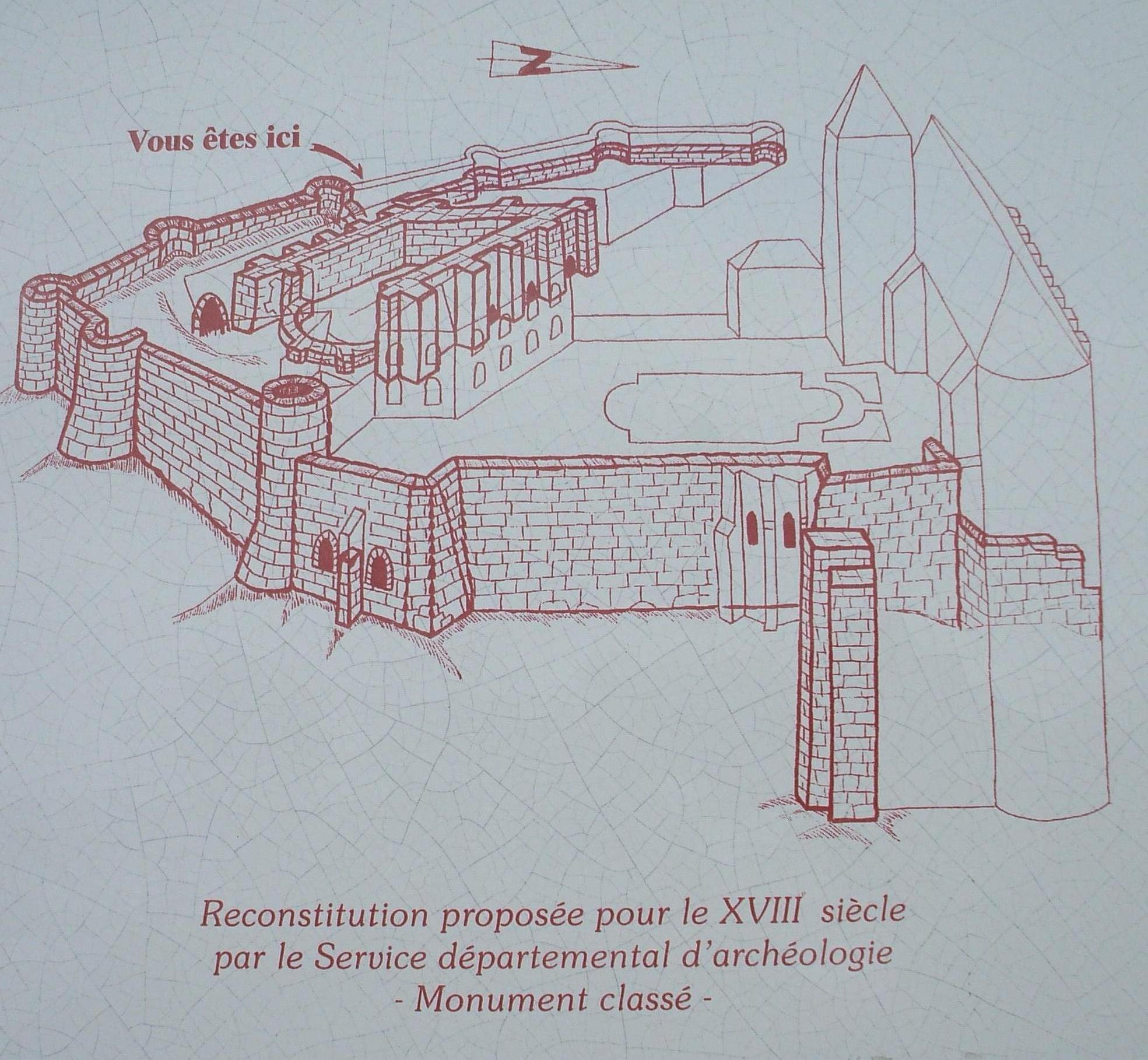
Dessin du site.
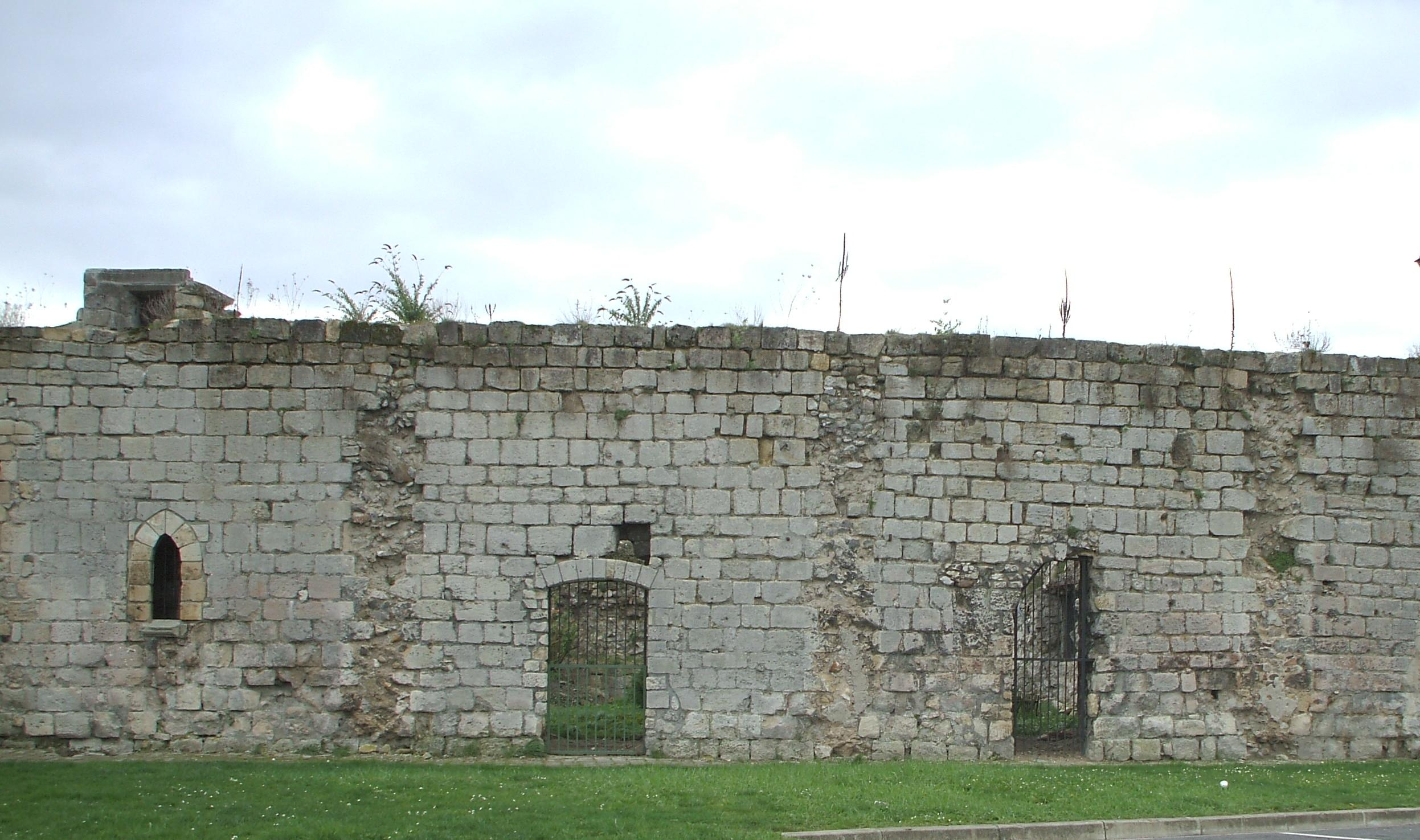
Donjon, vue nord.
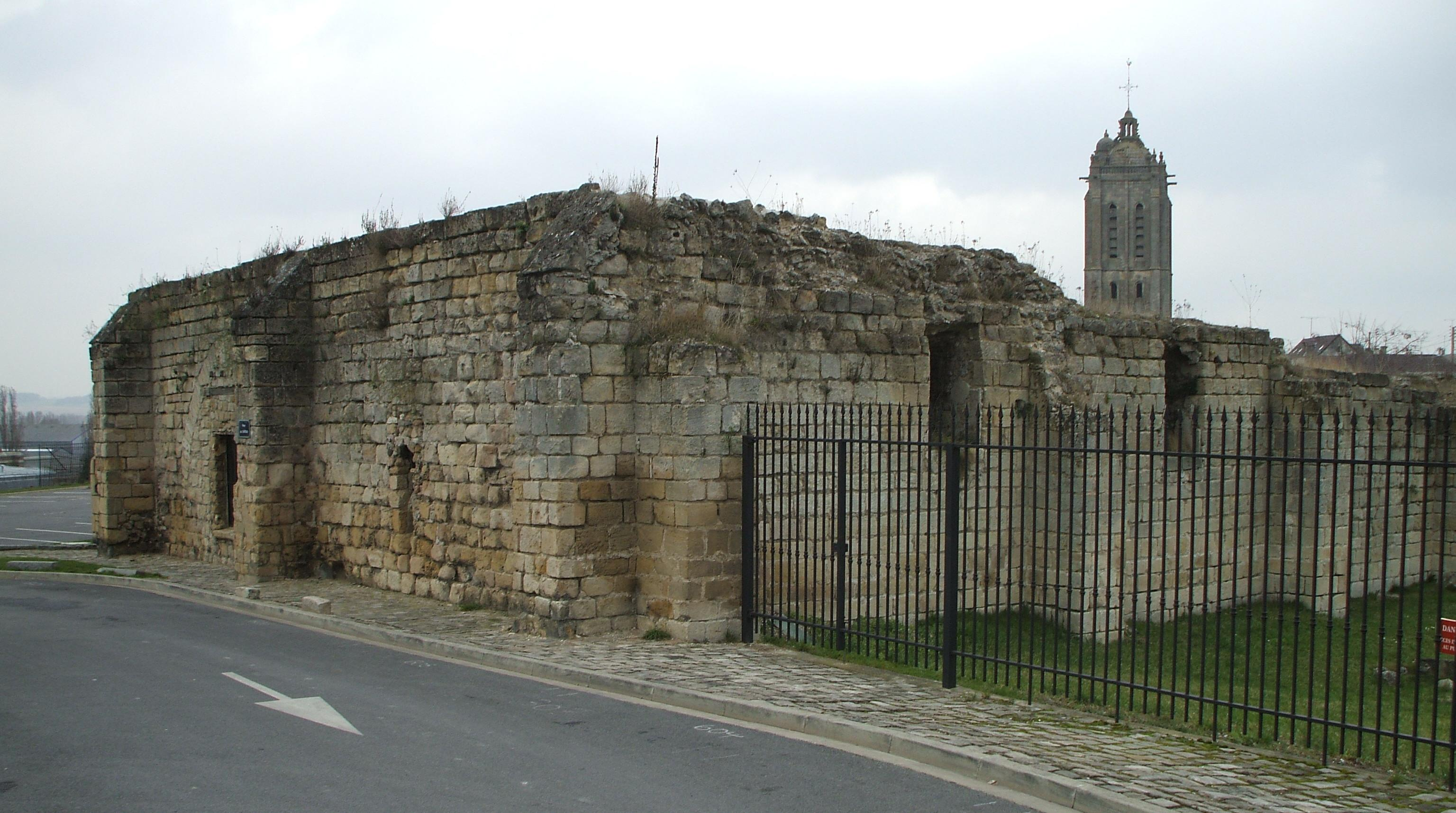
Donjon, vue sud-ouest.
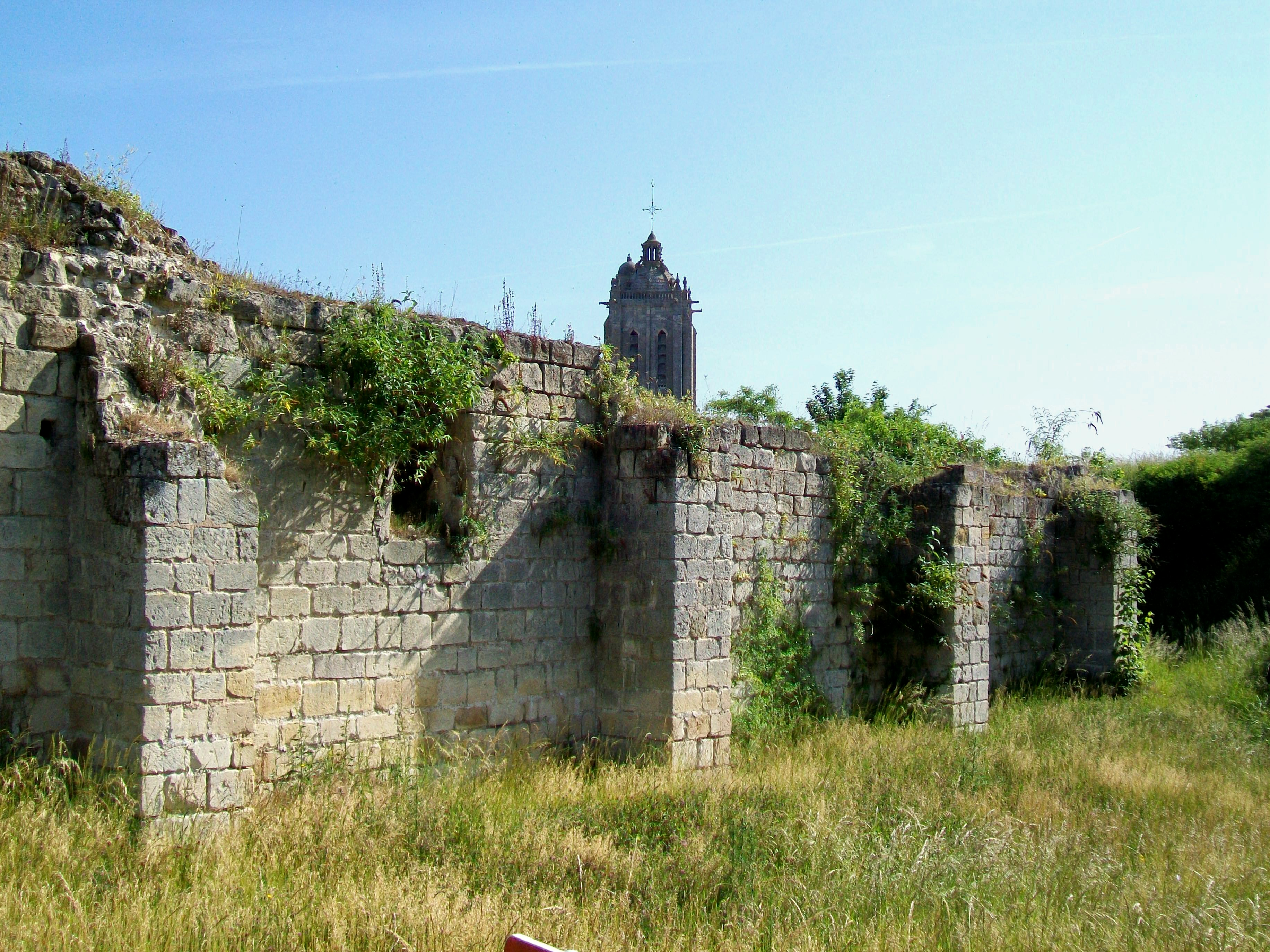
Les ruines du donjon, avec le clocher de l'église Saint-Laurent au fond (2011).
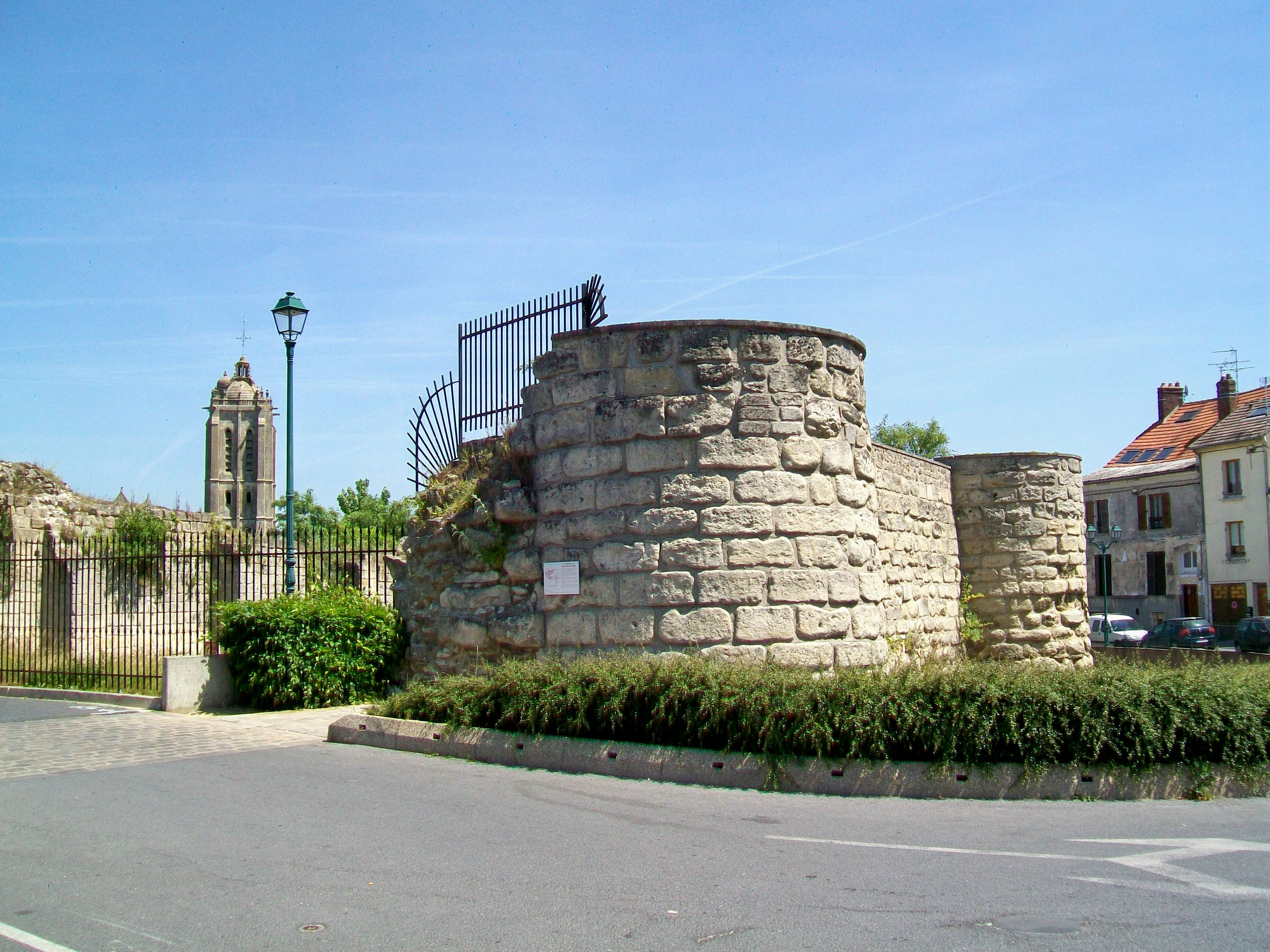
Le donjon, la 1re et la 2e tour sur les cinq encore conservées avec cette hauteur, vus depuis la place du château ; à droite, l'impasse de l'Esplanade (2011).
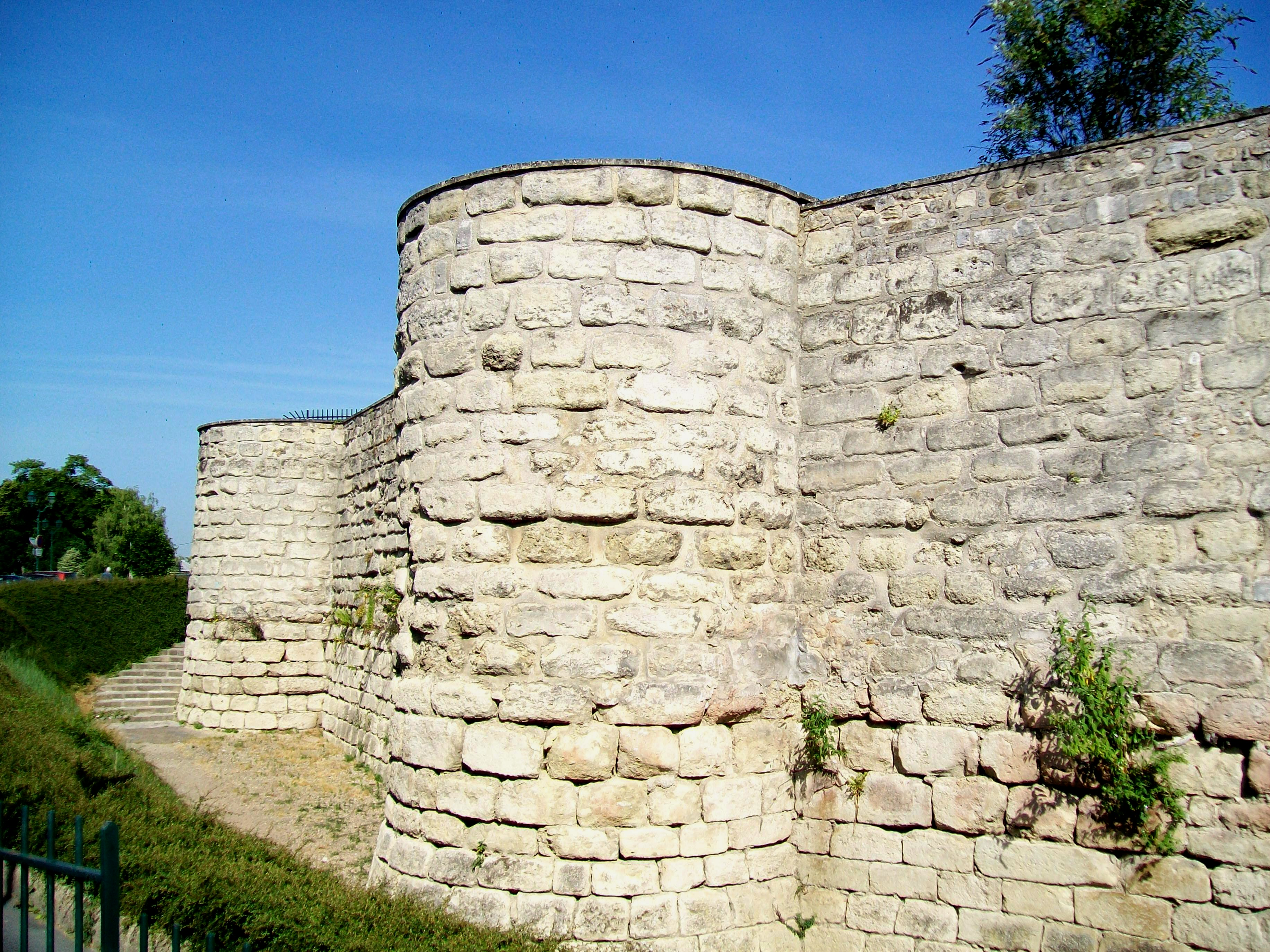
La 3e et la 2e tour vues depuis l'impasse de l'Esplanade (2011).
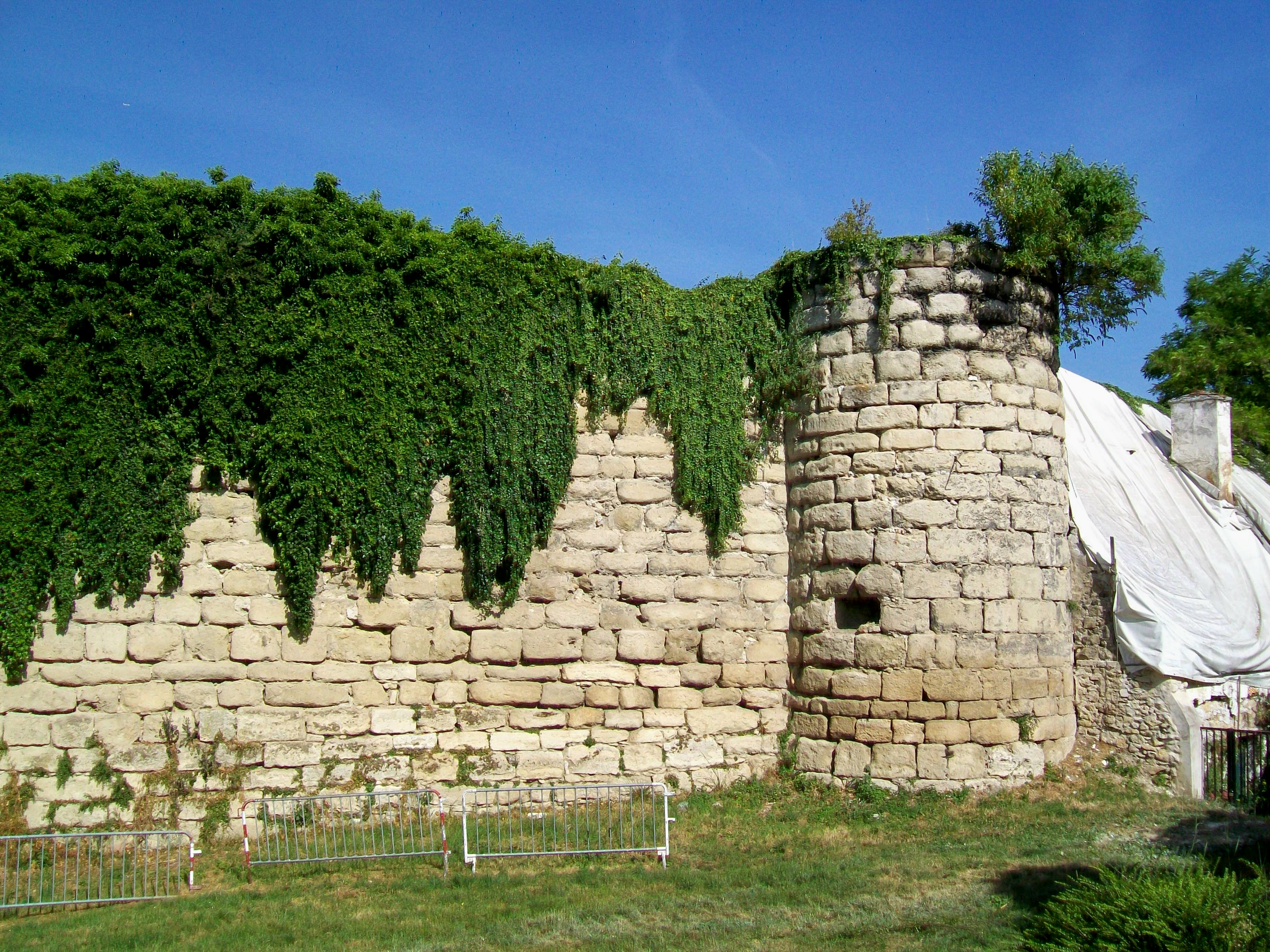
La 4e tour en comptant depuis la place du château ; la 5e tour se situe à droite de la photo et est protégée par des bâches en attendant sa restauration (2011).
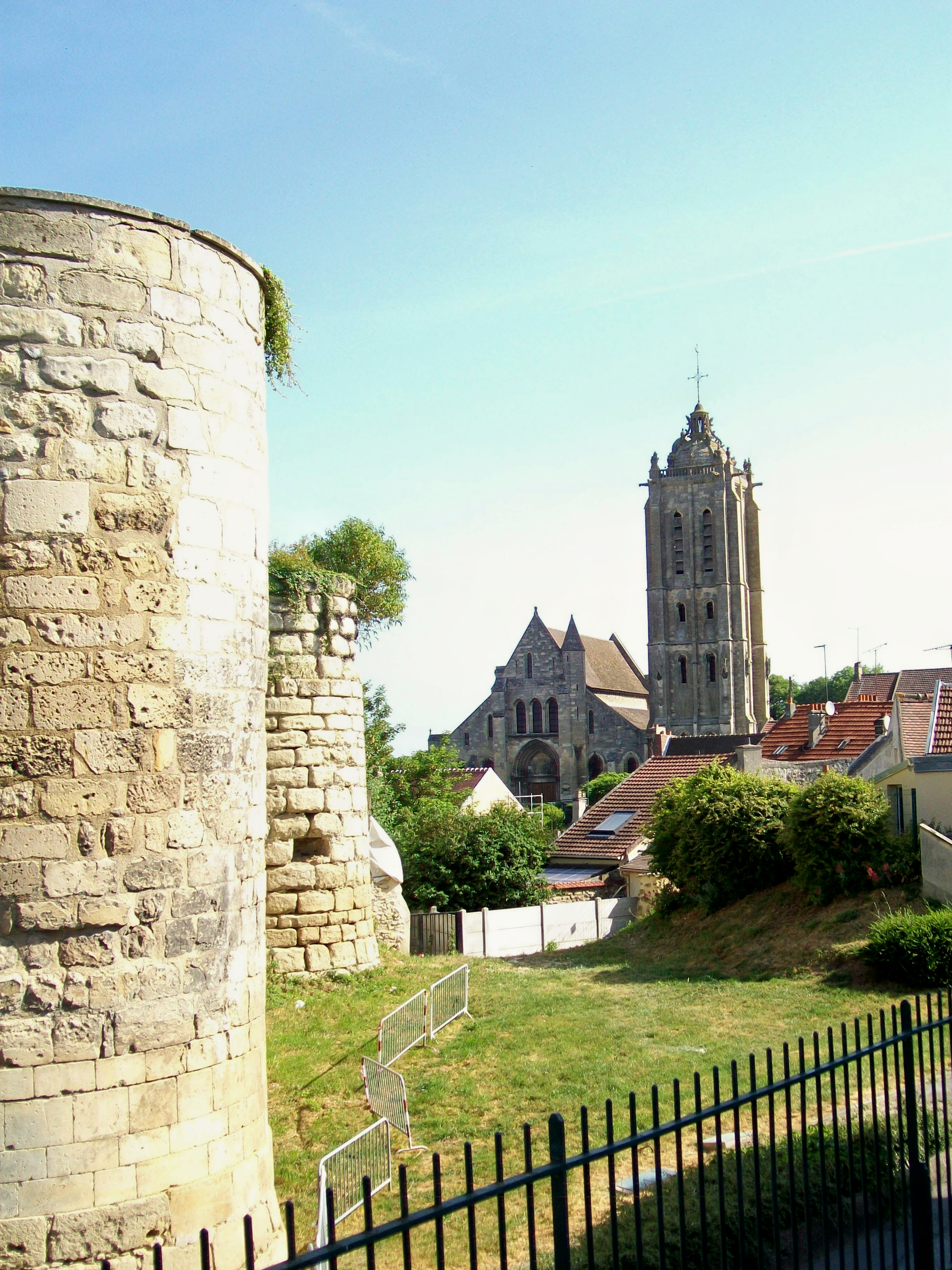
La 3e et la 4e tour sur les cinq qui subsistent ; la 5e n'est pas visible depuis la voie publique. À droite, l'église Saint-Laurent (2011).

## Fouilles archéologiques de 1984-1987

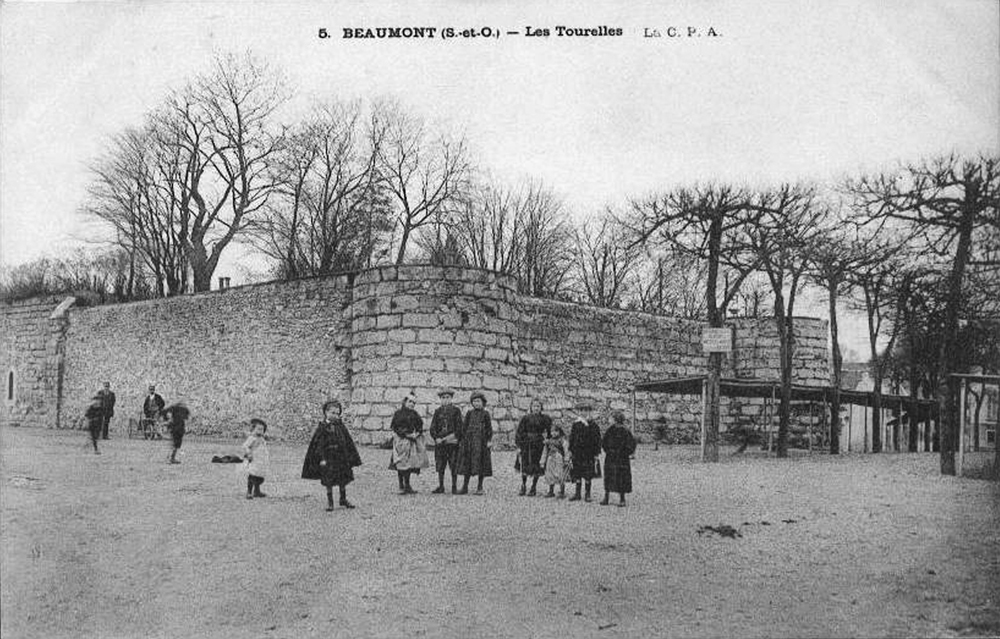
Château de Beaumont-sur-Oise vers 1900. De gauche à droite : donjon, tronçon de boulevard d'artillerie, première tourelle, portion de courtine, deuxième tourelle. La base du donjon, des tourelles, est enterrée.

De 1984 à 1987, le site a bénéficié de fouilles archéologiques qui ont révélé une succession de vestiges architecturaux s'échelonnant sur un millénaire.
Il y eut tout d'abord une église qui, au Xe siècle, recueillit les reliques de Saint Léonor, moine évangélisateur de rite irlandais venu des îles britanniques par la Bretagne.
Vint ensuite, au XIe siècle, un prieuré avec son immense église romane à une nef et deux collatéraux, de 32 m de long et 20 m de large. Au XIIe siècle, un grand cloître fut construit contre cette église.
L'église, qui dominait une petite colline, protégée par différentes enceintes militaires placées en contrebas et sur la hauteur, devint à l'époque gothique un véritable rempart au nord comme à l'est. Le collatéral nord fut entièrement reconstruit, formant une muraille de 25 m de dénivelé vertical. De même, le chœur à l'est fut à plusieurs reprises reconstruit sur le vide pour former, à l'état final, un chevet plat, sorte de tour carrée saillant sur le vide, de 25 m de dénivelé en contrebas et d'un minimum de 15 à 20 m d'élévation.
Sans doute à cette époque, les différentes enceintes militaires sont remplacées une grande muraille extérieure flanquée de tours circulaires pleines. Un observateur se tenant à l'extérieur de l'enceinte, face à l'imposante église gothique du prieuré, se trouvait devant une muraille imposante de 35 à 40 m d'élévation totale. On imagine le caractère monumental que présentait le prieuré clunisien de Saint-Léonor au sommet de Beaumont-sur-Oise.
Pour la partie castrale proprement dite, il y eut le donjon roman, à l'époque l'un des plus grands de France, et vraisemblablement aussi haut que son emprise au sol, soit 35–40 m de haut. C'est la « tour de Beaumont » largement mentionnée par la tradition.
Ce donjon, comme la muraille extérieure, furent arasés à la fin de la guerre de Cent Ans.
Au XVIe et au XVIIe siècle, des boulevards d'artillerie noyèrent le rez-de-chaussée du donjon roman dans une masse de terre considérable.

## Mise en valeur du château
Les murailles ont été dégagées et réhabilitées en 1997.